# ویلی برانت
هربرت ارنست کارل فراهم (به آلمانی: Herbert Ernst Karl Frahm) (زادهٔ ۱۸ دسامبر ۱۹۱۳ – درگذشتهٔ ۸ اکتبر ۱۹۹۲) سیاست‌مدار آلمانی که از ۱۹۶۹ تا ۱۹۷۴، صدراعظم آلمان بود.
او که عقاید سوسیال دموکراسی داشت در ۱۹۷۱، به خاطر پیشرفت روابط آلمان غربی با آلمان شرقی، لهستان و اتحاد جماهیر شوروی سوسیالیستی، جایزهٔ صلح نوبل را دریافت کرد.
او در سال ۱۹۷۰، عنوان مرد سال مجلهٔ تایم را کسب کرد.
وی در سال ۱۹۷۴، پس از یک رسوایی جاسوسی، استعفا داد.
وی در اکتبر سال ۱۹۷۱ در جشن‌های ۲۵۰۰ ساله شاهنشاهی ایران شرکت داشت.
ویلی برانت در ۸ اکتبر ۱۹۹۲، در سن ۷۸ سالگی درگذشت.